# Eccellenza Umbria 2012-2013
Il campionato italiano di calcio di Eccellenza regionale 2012-2013 è il ventiduesimo organizzato in Italia. Rappresenta il sesto livello del calcio italiano ed il maggiore in ambito regionale.
Questo è il girone unico organizzato dal Comitato Regionale dell'Umbria.

## Stagione

### Aggiornamenti
Cambio di denominazione:
- da Grifoponte Torgiano a Vis Torgiano.

## Squadre partecipanti
| Club                    | Città                                   | Stagione 2011-12                                                     |
| ----------------------- | --------------------------------------- | -------------------------------------------------------------------- |
| Angelana                | Santa Maria degli Angeli di Assisi (PG) | 6° in Eccellenza Umbria                                              |
| Castel del Piano        | Castel del Piano di Perugia             | 1° in Promozione Umbria/A, promosso                                  |
| Cannara                 | Cannara (PG)                            | 14° in Eccellenza Umbria, retrocesso dopo i play out e poi ripescato |
| Città di Castello       | Città di Castello (PG)                  | 10° in Eccellenza Umbria                                             |
| Group Città di Castello | Città di Castello (PG)                  | 17° in Serie D/E, retrocesso                                         |
| Gualdo                  | Gualdo Tadino (PG)                      | 5° in Eccellenza Umbria                                              |
| Narnese                 | Narni (TR)                              | 3° in Eccellenza Umbria                                              |
| Nestor                  | Marsciano (PG)                          | 11° in Eccellenza Umbria                                             |
| Nocera Umbra            | Nocera Umbra (PG)                       | 12° in Eccellenza Umbria, salvo dopo i play out                      |
| Orvietana               | Orvieto (TR)                            | 14° in Serie D Gir.E, retrocessa dopo il play out                    |
| San Sisto               | San Sisto di Perugia                    | 4° in Eccellenza Umbria                                              |
| San Venanzo             | San Venanzo (TR)                        | 8° in Eccellenza Umbria                                              |
| Subasio                 | Rivotorto di Assisi (PG)                | 3° in Promozione Umbria/B, promossa dopo play off                    |
| Tiberis                 | Umbertide (PG)                          | 7° in Eccellenza Umbria                                              |
| Villabiagio             | Villanova di Marsciano (PG)             | 1° in Promozione Umbria/B, promosso                                  |
| Vis Torgiano            | Torgiano (PG)                           | 9° in Eccellenza Umbria                                              |

## Classifica finale
|  | Pos. | Squadra                 | Pt | G  | V  | N  | P  | GF | GS | DR  |
|  | ---- | ----------------------- | -- | -- | -- | -- | -- | -- | -- | --- |
|  | 1.   | Narnese                 | 60 | 30 | 18 | 6  | 6  | 43 | 28 | +15 |
|  | 2.   | Subasio                 | 58 | 30 | 18 | 4  | 8  | 43 | 26 | +31 |
|  | 3.   | Castel del Piano        | 48 | 30 | 14 | 6  | 10 | 39 | 33 | +6  |
|  | 4.   | San Sisto               | 46 | 30 | 12 | 10 | 8  | 41 | 30 | +11 |
|  | 5.   | Group Città di Castello | 46 | 30 | 12 | 10 | 8  | 36 | 27 | +9  |
|  | 6.   | Villabiagio             | 45 | 30 | 11 | 12 | 7  | 43 | 30 | +13 |
|  | 7.   | Angelana                | 45 | 30 | 12 | 9  | 9  | 33 | 28 | +5  |
|  | 8.   | Gualdo                  | 41 | 30 | 9  | 14 | 7  | 46 | 31 | +15 |
|  | 9.   | Cannara                 | 41 | 30 | 11 | 8  | 11 | 38 | 33 | +5  |
|  | 10.  | Nocera Umbra            | 40 | 30 | 11 | 7  | 12 | 34 | 40 | -6  |
|  | 11.  | Vis Torgiano            | 39 | 30 | 9  | 12 | 9  | 32 | 26 | +6  |
|  | 12.  | Tiberis                 | 36 | 30 | 9  | 9  | 12 | 26 | 32 | -3  |
|  | 13.  | Orvietana               | 35 | 30 | 10 | 5  | 15 | 39 | 49 | -10 |
|  | 14.  | San Venanzo             | 34 | 30 | 8  | 10 | 12 | 38 | 47 | -9  |
|  | 15.  | Nestor                  | 27 | 30 | 6  | 9  | 15 | 26 | 42 | -16 |
|  | 16.  | Città di Castello (-1)  | 9  | 30 | 1  | 7  | 22 | 12 | 70 | -58 |

Legenda:

      Promossa in Serie D 2013-2014.
      Ammessa ai play-off nazionali.
 Ammesse ai play-off o ai play-out.
      Retrocessa in Promozione Umbria 2013-2014.
Regolamento:

Tre punti a vittoria, uno a pareggio, zero a sconfitta.
In caso di pari merito per assegnare il 1º posto (promozione diretta) ed il 16º posto (retrocessione diretta) viene disputata una gara di spareggio in campo neutro.
In caso di arrivo di due o più squadre a pari punti, la graduatoria verrà stilata secondo la classifica avulsa tra le squadre interessate, che prevede in ordine i seguenti criteri: 
- Punti negli scontri diretti
- Differenza reti negli scontri diretti
- Differenza reti generale
- Reti realizzate in generale
- Sorteggio

Nei play off e nei play out vige il criterio dei 9 punti di distacco, soglia al di sopra della quale, la sfida non viene disputata e la squadra meglio classificata, a seconda dei casi, o accede alla fase successiva oppure ottiene la salvezza.
Note:

Il San Venanzo, in qualità di perdente della finale dei play out, è stato successivamente riammesso a completamento dell'organico.
Il Città di Castello è stato sanzionato con 1 punto di penalizzazione per una rinuncia. Al termine del campionato, la società già retrocessa, dichiara la propria inattività per la stagione successiva.

## Spareggi
I play off non vengono disputati, in quanto la seconda classificata ha inflitto alla terza classificata un distacco in classifica superiore ai 9 punti; ottenendo così l'ammissione diretta ai play off nazionali.

### Play-out

#### Tabellone
|  | Semifinali | Semifinali  | Semifinali |              |    | Finale      | Finale | Finale |  |
|  |            |             |            |              |    |             |        |        |  |
|  | 12         | Tiberis     | 1          |              |    |             |        |        |  |
|  | 12         | Tiberis     | 1          |              |    |             |        |        |  |
|  | 15         | Nestor      | 4          |              |    |             |        |        |  |
|  | 15         | Nestor      | 4          |              | 14 | San Venanzo | 2      |        |  |
|  |            |             |            |              | 14 | San Venanzo | 2      |        |  |
|  |            |             | 15         | Nestor (dts) | 5  |             |        |        |  |
|  | 13         | Orvietana   | 15         | Nestor (dts) | 5  | 1           |        |        |  |
|  | 13         | Orvietana   |            |              |    |             |        |        |  |
|  | 14         | San Venanzo | 2          |              |    |             |        |        |  |

#### Semifinali
|           | Risultati |             | Luogo e data             |
| --------- | --------- | ----------- | ------------------------ |
| Tiberis   | 1-4       | Nestor      | Umbertide, 5 maggio 2013 |
| Orvietana | 1-2       | San Venanzo | Orvieto, 5 maggio 2013   |
|           |           |             |                          |

#### Finale
|             | Risultati |        | Luogo e data                       |
| ----------- | --------- | ------ | ---------------------------------- |
| San Venanzo | 2-5 (dts) | Nestor | Ponte San Giovanni, 12 maggio 2013 |
|             |           |        |                                    |